# Motores Chery ACTECO
A ACTECO é uma fábrica de motores criada pela Chery Automobile, da China. Os motores variam de 800 cc à 4.0L, que podem ir de 4 em linha a V8. Os motores foram desenvolvidos em  conjunto com uma empresa austríaca, a AVL.